# 赫羅布

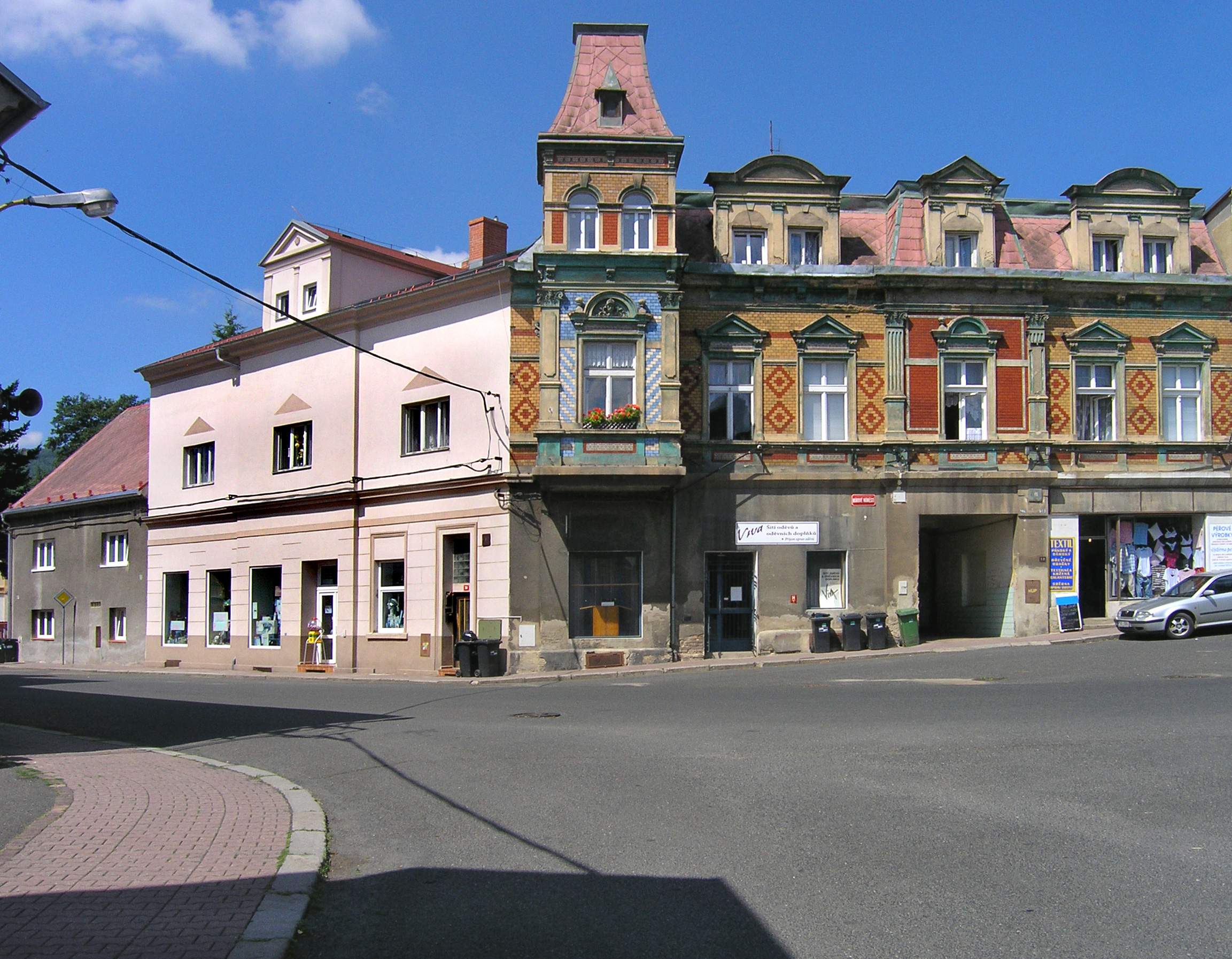

赫羅布是捷克的城鎮，位於該國西北部，由烏斯季州負責管轄，面積11.09平方公里，海拔高356米，該鎮附近的銀礦場於十四世紀初期啟用，2006年人口2,092。